# Недзьведзь (Великопольське воєводство)
Недзьведзь (пол. Niedźwiedź, нім. Bärwalde) — село в Польщі, у гміні Остшешув Остшешовського повіту Великопольського воєводства.
Населення — 582 особи (2011).
У 1975-1998 роках село належало до Каліського воєводства.

## Демографія
Демографічна структура станом на 31 березня 2011 року:
|          | Загалом | Допрацездатний вік | Працездатний вік | Постпрацездатний вік |
| -------- | ------- | ------------------ | ---------------- | -------------------- |
| Чоловіки | 296     | 69                 | 204              | 23                   |
| Жінки    | 286     | 66                 | 170              | 50                   |
| Разом    | 582     | 135                | 374              | 73                   |